# Титаник (фильм, 1943)
«Титаник» (нем. Titanic, в советском прокате — «Гибель „Титаника“») — чёрно-белый нацистский пропагандистский фильм 1943 года режиссёров Герберта Зельпина и Вернера Клинглера. Картина, снятая по заказу Йозефа Геббельса, повествует о гибели «Титаника», британского трансатлантического лайнера, столкнувшегося с айсбергом в 1912 году. Главной идеей фильма была попытка дискредитировать капиталистические отношения Великобритании и США и вместе с тем «прославить мужество и самоотверженность немецких мужчин». Премьера состоялась 10 ноября 1943 года.

## Сюжет
Британская судоходная компания Уайт Стар Лайн, в связи со строительством лайнера «Титаник», сталкивается с серьёзными финансовыми трудностями. Директор-распорядитель Уайт Стар Джозеф Брюс Исмей, пренебрегая безопасностью пассажиров и членов команды, решает разогнать судно на максимальную скорость, дабы получить Голубую ленту Атлантики и поправить финансовые дела компании. Он убеждает капитана в необходимости увеличения скорости судна. Первый офицер Петерсен (вымышленный немецкий офицер) открыто критикует эту идею (причем в столь резких тонах и непочтительной к директору форме, которой в реальности просто быть не могло).
На борту «Титаника» плывёт много именитых пассажиров: миллиардер Джон Джейкоб Астор и его супруга, молодая датчанка и бывший лорд. Петерсен пытается заставить свою возлюбленную, датчанку Сигрид Олинскую, соблазнить Исмея и убедить снизить скорость судна.
После столкновения «Титаника» с айсбергом богатые пассажиры, показывая свою трусость, сразу же бросаются к спасательным шлюпкам, в то время как Петерсен и пассажиры-немцы из третьего класса ведут себя мужественно. Исмей и Астор также пытаются сесть в лодку. Капитан Смит призывает всех спасать свои жизни своими же силами. Петерсен просит Сигрид сесть в шлюпку, а после в суде дать показания против Исмея.
В ходе судебного процесса Петерсен выступает с речью, осуждая Исмея и проступки британского капитализма. Но президент Уайт Стар в ответ лишь обвиняет офицера в несанкционированном выступлении. В итоге с Исмея были сняты все обвинения, а ответственность за произошедшее полностью возложена на погибшего капитана Смита.
В эпилоге фильма говорится, что «смерть 1500 человек, оставшаяся без искупления, всегда будет свидетельствовать о бесконечных попытках Великобритании везде получить выгоду».

## В ролях
- Сибилла Шмиц — Сингрид Олински
- Ганс Нилсен — Петерсен
- Кристен Хайберг — Глория
- Эрнст Фюрбрингер — Джозеф Брюс Исмей
- Карл Шенбек — Джон Джейкоб Астор
- Шарлотта Тиле — Мадлен Астор
- Отто Вернике — Эдвард Джон Смит
- Карл Данеман — 1-й радист Филлипс
- Герман Брикс — капельмейстр Грубер (прототип — Уоллес Хартли)
- Франц Шафхайтлин — Хандерсон

## Производство и прокат
Фильм был снят на борту круизного судна «Кап Аркона», который впоследствии разделил участь «Титаника»: 3 мая 1945 года корабль, перевозивший в основном узников концлагерей, был потоплен английской авиацией. В результате погибло 5000 человек. Интерьерные сцены снимались на студии Tobis Studios, а сцены со спасательными шлюпками снимались в Балтийском море.
Съёмки были сопряжены с большими трудностями производства, связанными со столкновением интересов, серьёзными творческими разногласиями и общими тяготами военного времени. Через неделю проблемных съёмок на борту «Кап Арконы» режиссёр фильма Герберт Зельпин собрал экстренное собрание, где нелестно отозвался об офицерах кригсмарине, которые пренебрегали своими обязанностями консультантов фильма ради флирта с актрисами. Близкий друг Зельпина и соавтор сценария Вальтер Церлетт-Ольфениус, донёс об этом своему другу, чиновнику от кино Хансу Хинкелю. Зельпин был немедленно арестован и допрошен лично Йозефом Геббельсом, который был вдохновителем проекта фильма. Зельпин не отказался от своих заявлений, в результате чего разъяренный министр пропаганды отказал ему в доверии снимать пропагандистский эпик. Через сутки после ареста режиссёр был найден повешенным в своей тюремной камере, причиной смерти было названо самоубийство. До сих пор неизвестно, было ли это действительно самоубийство или убийство. Съёмочная команда и актёры были возмущены попыткой скрыть очевидное убийство Зельпина и попытались оказать сопротивление съемкам, но Геббельс пресек всякое недовольство, выпустив распоряжение, что любой, кто игнорирует Церлетт-Олфениуса, будет отчитываться перед ним лично. Незавершенный фильм, производственные затраты на который постоянно росли, был в конце концов доснят не указанным в титрах Вернером Клинглером.
В прокат картина должна была выйти 30 апреля 1943 года, но кинотеатр, в котором должна была состояться премьера, был уничтожен при бомбардировке, поэтому показ состоялся только 10 ноября в Париже, Стокгольме и Флоренции, затем в Нидерландах. Геббельс временно запретил ленту к показу в Германии, здраво посчитав, что немецкий народ, почти каждый вечер переживающий бомбардировки союзников, вряд ли с большим энтузиазмом отправится смотреть фильм с паникой и массовой гибелью людей. Подтекст фильма привел к тому, что Геббельс запретил его показ вообще. Повторный прокат был предпринят в ФРГ лишь в 1949 году, но фильм тут же запретили в большинстве западных и капиталистических стран. Вместе с тем, в 1948 году, фильм, дублированный на русский язык под названием «Гибель „Титаника“», был показан в СССР и по всем странам соцлагеря, как «трофейный». С началом пятидесятых годов фильм снова ушёл в безвестность, лишь изредка его демонстрировали на немецком телевидении.
В 1992 году фильм, урезанный цензурой, вышел в Германии в формате VHS в очень низком качестве. В 2005 году компания Kino International выпустила на DVD полную версию фильма.